# Chae Je-gong
Chae Je-gong (12 tháng 5 năm 1720 – 22 tháng 2 năm 1799) là một học giả, nhà văn, chính trị gia nổi tiếng thời Joseon của Triều Tiên. Chae là thủ lĩnh của phái miền Nam (hay phe Namin) dưới thời trị vì của vua Jeongjo. Đến từ gia tộc Pyeonggang Chae, ông đậu kỳ thi địa phương (tiếng Hàn: 향시) năm 15 tuổi, thi mungwa năm 23 tuổi (1743) và giành cả đời giữ các chức vụ cao trong triều đình, trong đó có chức Lãnh nghị chính.